# Arctornis nigricilia
Arctornis nigricilia är en fjärilsart som beskrevs av Swinhoe 1891. Arctornis nigricilia ingår i släktet Arctornis och familjen tofsspinnare. Inga underarter finns listade i Catalogue of Life.